# Котово (Пустошкинський район)
Котово (рос. Котово) — присілок в Пустошкинському районі Псковської області Російської Федерації.
Населення становить 0 осіб. Входить до складу муніципального утворення Забєльська волость.

## Історія
Від 2015 року входить до складу муніципального утворення Забєльська волость.

## Населення
| 2002 | 2010 |
| ---- | ---- |
| 0    | →0   |